# Noé Delpech
Noé Delpech (Marsella, 22 de febrero de 1986) es un deportista francés que compite en vela en la clase 49er.
Ganó una medalla de plata en el Campeonato Mundial de 49er de 2018 y una medalla de bronce en el Campeonato Europeo de 49er de 2012. Participó en los Juegos Olímpicos de Río de Janeiro 2016, ocupando el quinto lugar en la clase 49er.

## Palmarés internacional
| \| Campeonato Mundial \| Campeonato Mundial \| Campeonato Mundial \| Campeonato Mundial \| \| Año \| Lugar \| Medalla \| Clase \| \| ------------------ \| ------------------ \| ------------------ \| ------------------ \| \| 2018 \| Aarhus (Dinamarca) \| Medalla de plata \| 49er \| \| Campeonato Europeo \| \| \| \| \| Año \| Lugar \| Medalla \| Clase \| \| 2013 \| Aarhus (Dinamarca) \| Medalla de bronce \| 49er \| |                    |                   |       |
| Campeonato Mundial |                    |                   |       |
| Año | Lugar              | Medalla           | Clase |
| 2018 | Aarhus (Dinamarca) | Medalla de plata  | 49er  |
| Campeonato Europeo |                    |                   |       |
| Año | Lugar              | Medalla           | Clase |
| 2013 | Aarhus (Dinamarca) | Medalla de bronce | 49er  |